# Средња Америка
Средња Америка (енгл. Middle America) је област која обухвата део континента Северна Америка јужно од реке Рио Гранде, укључује Мексико, Централну Америку, Антиле (велике и мале) и Бахамска острва.

## Природне одлике
Средња Америка је део северноамеричког континента, али она заправо представља прелаз између Англоамерике и Јужне Америке, по чему је и добила име. Грубо говорећи она је део Латинске Америке који се налази на северноамеричком континенту. То је по природним карактеристикама врло сложен простор на коме је шпанска колонизација оставила најдубље трагове. Од великих природних целина могу се издвојити Мексичка висораван на северозападу, Амерички земљоуз на југоистоку и острвски свет на истоку (Антили и Бахамска острва). Антили се састоје од Великих Антила (Куба, Хаити, Јамајка и Порторико) и Малих Антила, низа малих острва у источном делу Карипског мора (Барбадос, Света Луција и др).
Мексико је по површини и броју становника највећа држава Средње Америке, а његова северна граница оштри је међаш између два различита света - Англоамерике и Латинске Америке. Највећи део Мексика је пространа висораван окружена високим рубним и издуженим планинама. То је најнасељенији део државе, с највећим градовима и климатски најповољнијим условима за живот и рад. Главни град Сијудад де Мексико једна је од највећих урбаних англомерација у свету и налази се на надморској висини од 2.300 m.

### Геологија
Геологија Средње Америке је активна, са вулканским ерупцијама и земљотресима који се дешавају с времена на време. 1931. и 1972. године, земљотреси су опустошили Манагву, главни град Никарагве. Плодна земљишта због вулканске лаве су омогућила да се одржи велика густина становништва у пољопривредно продуктивним пределима на високим надморским висинама.

### Клима
Средња годишња количина падавина креће се у распону 3.000 - 6.000 mm. Будући да се налази на удару пасата, карипска обала и источне падине планина примају два пута више падавина од пацифичких обала Централне Америке. Количину падавина на пацифичкој обали снижава хладна Калифорнијска морска струја. Крајем лета и током јесени, Средња Америка је изложена разорном дејству тропских циклона - урагана.
Средња Америка је место где се налази Панамски канал као и предложени, али никада завршени Канал Никарагве.

## Биодиверзитет
Средња Америка је део Мезоамеричког биодиверзитетског појаса. Пацифичка миграторна рута је главни пут којим се крећу птице у Америкама, простире се правцем север-југ и иде од Аљаске до Огњене земље. Због левкастог облика копнене масе, птице селице се могу видети у веома великим концентрацијама у Средњој Америци, посебно у пролеће и у јесен. Као мост између Северне и Јужне Америке, Средња Америка има много врста из неарктичке и неотропске екозоне. Међутим, јужне земље (Коста Рика и Панама) имају већи биодиверзитет него северне (Гватемала и Белизе), док државе у централном делу региона (Хондурас, Никарагва, Ел Салвадор) имају најмањи биодиверзитет.
Биодиверзитет у Средњој Америци (број различитих врста терестријалних кичмењака и васкуларних биљака)
| Држава      | Број врста водоземаца | Број врста птица | Број врста сисара | Број врста гмизаваца | Укупан број врста терестријалних кичмењака | Број врста васкуларних биљака | Биодиверзитет |
| ----------- | --------------------- | ---------------- | ----------------- | -------------------- | ------------------------------------------ | ----------------------------- | ------------- |
| Мексико     | ?                     | ?                | ?                 | ?                    | ?                                          | ?                             | ?             |
| Белизе      | 46                    | 544              | 147               | 140                  | 877                                        | 2894                          | 3771          |
| Костарика   | 183                   | 838              | 232               | 258                  | 1511                                       | 12119                         | 13630         |
| Ел Салвадор | 30                    | 434              | 137               | 106                  | 707                                        | 2911                          | 3618          |
| Гватемала   | 133                   | 684              | 193               | 236                  | 1246                                       | 8681                          | 9927          |
| Хондурас    | 101                   | 699              | 201               | 213                  | 1214                                       | 5680                          | 6894          |
| Никарагва   | 61                    | 632              | 181               | 178                  | 1052                                       | 7590                          | 8642          |
| Панама      | 182                   | 904              | 241               | 242                  | 1569                                       | 9915                          | 11484         |

## Становништво
Земље Америчког земљоуза у целини су гушће насељене од Мексика, али ређе од Антилске Америке. Међу појединим земљама има великих разлика, од ретко насељеног Белиза (12 становника по km²) до пренасељеног Салвадора (320 становника по km²). Амерички земљоуз или Централна Америка наставља се на Мексико и пружа се до Панамског канала који раздваја Северну од Јужне Америке. Састоји се од седам држава које су, осим Панаме и Белиза, независност избориле врло рано - у првој половини 19. века. Међутим, због честих унутрашњих сукоба, државних удара и спољашњег неколонијалног утицаја, то подручје је све до данас остало политички врло немирно.
Острвски део Средње Америке је најмањи али најгушће насељен у регији. По величини и броју становника истичу се Куба, острво Хаити (државе Хаити и Доминиканска Република), Јамајка и Порторико. Повољна клима, бујно тропско зеленило, чиста топла мора и прекрасне плаже, многим острвима обезбедили су епитет рајска, нарочито Бахамима. Неке мање острвске групе Малих Антила тек однедавно су самосталне државице, али је већина остала у тесним економским и политичким везама с бившим колонијалним господарима.
Постојала је савезна држава Централна Америка у раном 19. веку, која се састојала од садашњих независних држава Гватемале, Хондураса, Ел Салвадора, Никарагве и Костарике (и дела модерне мексичке државе Чијапас). Позната је и као Уједињене Провинције Централне Америке или Сједињене Државе Централне Америке.
Становништво Средње Америке врло је сложено због дуготрајног заједничког живота и мешања староседелаца Индијанаца с европским досељеницима и доведеним црнцима и њиховим потомцима. У копненом делу преовлађују местици (мешанци Индијанаца и белаца), а на острвском делу црнци и мулати, белци су у већини једино у Костарици и на острвима Куби и Порторику.